# Stonewall (Texas)
Stonewall ist eine Siedlung im US-County Gillespie, Texas. Der Census-designated place hatte der Volkszählung von 2020 zufolge 451 Einwohner. Die Siedlung wurde nach dem Südstaaten-General Thomas J. „Stonewall“ Jackson benannt und bezeichnet sich auch als Peach Capital of Texas (Pfirsichhauptstadt von Texas). Der traditionelle Anbau von Pfirsichbäumen wurde im 19. Jahrhundert von deutschen Siedlern begonnen.
Stonewall liegt etwa 86 Kilometer (55 Meilen) westlich von Austin und etwa genauso weit nördlich von San Antonio. Es ist der Geburtsort des 37. Vizepräsidenten der Vereinigten Staaten von Amerika  und 36. Präsidenten der Vereinigten Staaten von Amerika Lyndon B. Johnson (1908–1973), der von 1963 bis 1969 amtierte. Als Sehenswürdigkeit gilt neben dem Lyndon B. Johnson National Historical Park die Sauer-Beckmann-Farmstead, die dem Besucher das Farmleben Ende des 19. Jahrhunderts darbietet.
Der erste nach Wiedereinführung der Todesstrafe in den USA Hingerichtete, Gary Gilmore (1940–1977), wurde hier geboren.